# Literatura crítica en lengua inglesa
Atendiendo a criterios puramente semánticos, el Diccionario de la lengua española, elaborado por la Real Academia Española, define crítica, en su novena acepción, como un "juicio expresado, generalmente de manera pública, sobre un espectáculo, una obra artística, etc.", y en su undécima acepción, como la "actividad de hacer críticas". Podemos denominar literatura crítica en lengua inglesa al conjunto de obras literarias de prosa crítica producidas en lengua inglesa (fundamentalmente en Gran Bretaña). Son igual de precisas las denominaciones «literatura crítica inglesa» y «literatura crítica en lengua inglesa», pues el adjetivo "inglés, sa" se refiere, en su tercera acepción, a aquello que es "perteneciente o relativo al inglés" como lengua (DRAE).

## Crítica política y social
Como crítico, Matthew Arnold (1822-1888) modificó considerablemente el formato aceptado de ensayo crítico inglés dándole algo de la estructura de una "charla", método que había aprendido de uno de los principales objetos de su admiración e imitación, Sainte-Beuve. En literatura y en sus temas afines su principal protesta contra los característicos defectos de los británicos la hizo en Culture and Anarchy: An Essay in Political and Social Criticism (Cultura y anarquía: un ensayo de crítica política y social, 1869), una colección de ensayos (que habían aparecido inicialmente en The Cornhill Magazine) todos ellos conducentes a la apoteosis de la cultura como ministro de "la dulzura y la luz" esenciales para el carácter perfecto. En esta obra, Arnold se sale del campo literario para adentrarse en el ámbito social y desentrañar la psicología de las clases tradicionales de su país en relación con la cultura. Con obras como Culture and Anarchy (Cultura y anarquía) Arnold se convirtió (junto con Carlyle, Ruskin y J. S. Mill) en uno de los mejores comentaristas de la civilización, la industria y el comercio victorianos. En política propugnó un método más científico de tratar las cuestiones públicas en Friendship's Garland (La guirnalda de la amistad, 1871), un libro con un propósito muy serio, pero demasiado repleto de burlas para los lectores más serios.

## Crítica literaria y artística
En su último gran libro, Introducción a la literatura europea de los siglos XV, XVI y XVII (1837-39), Henry Hallam (1777-1859), insigne historiador de Europa y de Inglaterra, abandona la historia política por la literaria, introduciendo los estudios histórico-comparativos de literatura inglesa. Se trata de la última de las tres obras sobre las que descansa la fama de Hallam. La Introducción a la literatura europea sigue una de las ramificaciones de la investigación que había sido abierta por Hallam en su Visión del estado de Europa durante la Edad Media. En el primer capítulo de la Introducción a la literatura, que es en gran medida complementario del último capítulo de la Visión…, Hallam esboza el estado de la literatura en Europa a finales del siglo XIV: la extinción del saber antiguo que siguió a la caída del Imperio romano y el auge del cristianismo; la preservación de la lengua latina en los oficios religiosos; y el lento resurgimiento de la epistolografía, que comenzó a manifestarse poco después de que el siglo VII ―"el punto más bajo de la mentalidad humana"― hubiese tocado a su fin.
En 1852 publicaría una selección de Ensayos literarios y personajes de la literatura europea. El estilo de Hallam es singularmente uniforme en todos sus escritos. Es sincero y directo, y obviamente libre de cualquier motivación más allá de expresar claramente la intención del escritor. En la Introducción a la literatura europea hay numerosos pasajes de gran belleza imaginativa.

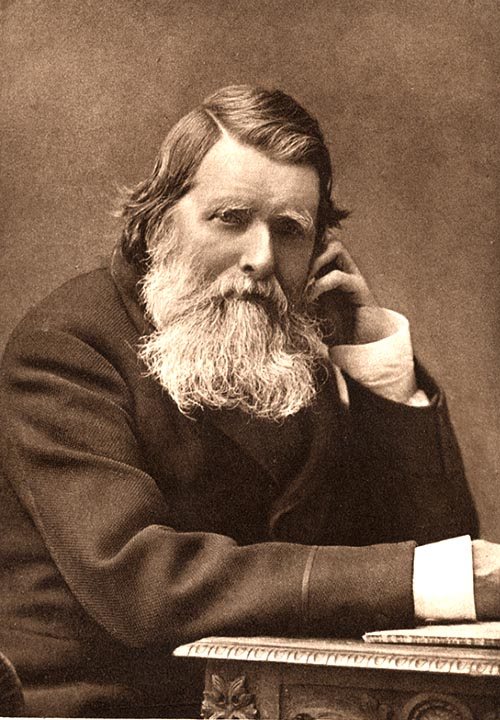
John Ruskin, retratado en 1882 por el fotógrafo Herbert Rose Barraud (1845-1896).

Como los prerrafaelitas, John Ruskin (1819-1900), que escribió sobre arte, economía y sociología, creía que la sociedad inglesa de su tiempo no era tan favorable a la expresión artística como lo había sido en la época medieval, que se prestaba a que el artista respondiera espontáneamente a las exigencias del ambiente. Ruskin habló con autoridad de las artes en Inglaterra, y sin embargo posee poco sentido crítico artístico. En realidad, es un moralista, y las cualidades que encuentra en la gran arquitectura son éticas, no estéticas. Asignó cierto grado de importancia al arte y al artista en una época en que Spencer suponía que el arte no era sino una réplica de algo mejor existente en la naturaleza y acerca de lo cual estaba mejor preparado para juzgar el científico, por su superior conocimiento de los objetos naturales. Cultivando una terquedad opuesta a la de Spencer, Ruskin no podía estar en paz con los economistas políticos ni los científicos que aplicaban sus conocimientos a la construcción de ferrocarriles y túneles. Se lo juzga uno de los primeros estilistas ingleses; en sus últimos años renunció a esas delicadas cadencias que enamoraron a Wilde y a Proust, y se redujo, ascéticamente, a una prosa desnuda, casi pueril.
Su obra más extensa es Pintores modernos; el primer volumen apareció en 1843, el quinto y último en 1860. En esta obra, Ruskin defendió el arte de Turner y construyó una filosofía de la estética que, en su mente, se convierte casi en un sustitutivo de la religión. El primer volumen ―el más relevante y abundante en digresiones curiosas y cuyo éxito fue inmediato― fue concebido para mayor gloria de Turner, a quien consideró el mejor paisajista del mundo. La seriedad y originalidad del autor y el esplendor de su estilo llamaron inmediatamente la atención sobre la obra, que, no obstante, despertó un coro de protestas por parte de los seguidores de los pintores antiguos. El volumen, originariamente una defensa del estilo postrero de Turner, había llegado a ser un tratado sobre los principios del arte, declarando que el arte significa algo más que una agradable disposición de líneas y colores; que puede, y por lo tanto debe transmitir ideas como si fuera una especie de lenguaje; que el mejor pintor es aquel que transmite el mayor número de y las más superiores ideas de verdad, de belleza y de imaginación; y luego, a modo de ejemplo, que la obra de Turner estaba llena de verdades interesantes, mientras que los paisajistas holandeses, franceses e italianos eran muy mediocres en su visión de la variedad de hechos de la naturaleza. La cercanía de sus razonamientos, la riqueza de referencias ilustrativas, el tono de autoridad, la crítica audaz de reputaciones establecidas, y la belleza del figuralismo causaron una impresión grande y perdurable. El segundo volumen, publicado en abril de 1846, confirmó y apuntaló la fama de Ruskin. La ampliación de su ámbito de aplicación era en seguida patente. En lugar de una defensa de los modernos, escuchamos ahora el elogio de los antiguos. Mientras que los párrafos finales del primer volumen de Ruskin son una exhortación a la verdad en el paisaje, los del segundo son un himno de alabanza a "los coros angélicos de Fra Angelico".
En The Seven Lamps of Architecture (Las siete lámparas de la arquitectura, 1849) y en The Stones of Venice (Las piedras de Venecia, 1851-53) expuso los principios de la arquitectura y elogió el arte gótico a una generación que, tristemente, interpretó mal sus lecciones. Su obra fundamental, en la que desarrolla plenamente sus ideas estéticas, es el ensayo crítico Las siete lámparas de la arquitectura, que incrementaría enormemente la reputación adquirida por sus Pintores modernos. Era éste un intento de aplicar a la arquitectura algunos de los principios que el autor había tratado de aplicar en el caso de la pintura. Los principios fundamentales de la arquitectura (las siete lámparas) eran el sacrificio, la verdad, el poder, la belleza, la vida, la memoria y la obediencia. En conjunto, la obra es una defensa del gótico, considerado por Ruskin como el estilo arquitectónico más noble. El libro contiene algunos de los pasajes más logrados de Ruskin, y tuvo una influencia considerable en el fomento del renacimiento gótico de la época. Según Ruskin, la arquitectura y el arte de un pueblo son la expresión de su religión, de su moral, de sus aspiraciones nacionales y de sus hábitos sociales.
Con respecto a Las piedras de Venecia, obra publicada entre 1851 y 1853, Ruskin se quejaba a menudo de que nadie creía una palabra de sus lecciones morales deducidas a partir de la historia de Venecia según consta en sus monumentos. Pero nunca ha habido más de una opinión acerca de la noble elocuencia y la obsesionante belleza de los pasajes descriptivos, o acerca del valor permanente de su obra entre los primeros maestros de la pintura y la escultura venecianas y la primitiva escuela de arquitectura veneciana. Las piedras de Venecia y el volumen II de Pintores modernos dieron un impulso a numerosos movimientos artísticos del momento. Tales fueron la Arundel Society, que hizo mucho por preservar los archivos de las pinturas murales de Italia; y la Sociedad para la Preservación de Edificios Antiguos. La ampliación de la National Gallery para albergar su actualmente rica colección de primitivas pinturas religiosas, es también debida en gran medida a la persistencia del apoyo de Ruskin y a la influencia de sus obras.
Durante los diecisiete años transcurridos entre la publicación de los volúmenes primero y último de Pintores modernos sus puntos de vista tanto sobre religión como sobre arte habían experimentado una profunda modificación, y la necesidad de un cambio radical en la actitud moral e intelectual de la época con respecto a la religión, el arte y la economía en su incidencia sobre la vida y las condiciones sociales se había convertido en su idea predominante. Ruskin asumió entonces el rol de profeta, como había hecho Carlyle, por cuyas doctrinas fue profundamente influenciado, y el resto de su vida lo invirtió en el empeño de orientar la conciencia de la nación en la dirección por él deseada. La economía política del arte (1857) mostraba la línea en la que su mente se movía; pero fue en Mientras esto dure, publicado en el Cornhill Magazine en 1860, donde comenzó a desarrollar plenamente sus puntos de vista. Esta obra atrajo sobre él una tempestad de oposición y oprobio que continuaría durante años, y que no tendría ningún efecto en su propósito de silenciarle o modificar sus opiniones. Siguieron Munera pulveris (Dones del polvo), La corona de olivo silvestre, Sésamo y lirios (1865), Time and Tide by Wear and Tyne, y una innumerable cantidad de artículos. Sus sucesivos ciclos de conferencias en la Universidad de Oxford fueron publicados como Aratra Pentelici (Surcos del Pentélico, 1870), El nido del águila (1872), Ariadne Florentina (1872) y Love's Meinie (1873). Contemporáneamente a estos títulos publicó, con mayor o menor regularidad, Fors Clavigera, una serie de apuntes misceláneos y ensayos vendidos por el propio autor directamente a los compradores, el primero de una serie de experimentos de economía práctica. En el momento de su muerte, dejó inconclusa su última obra, Præterita, una autobiografía, de la cual aparecieron 24 entregas mensuales, quedando interrumpido el relato en 1864. En el ámbito de la literatura inglesa, Ruskin es uno de los más grandes estilistas, copioso, elocuente, pintoresco y sumamente colorido. Su influencia en su época fue muy grande, inicialmente en la especialidad de arte, en la que fue durante un tiempo considerado como la autoridad suprema, posteriormente y de forma creciente en los ámbitos de la economía y la moral, en los cuales fue en un principio visto como un soñador poco práctico. Es cierto que su prosa puede alcanzar en ocasiones el revestimiento de la magnificencia, pero incluso en los mayores momentos de grandeza, el lector siente que los efectos han sido provocados para hacerle vacilar. Otras obras de Ruskin: Conferencias sobre arquitectura y pintura (1854), Elementos del dibujo (1856) y Elementos de perspectiva (1859).
La crítica literaria, en la que se distinguió con relevantes ensayos dedicados a Johnson, a Clive, creador del poder británico en la India, a Joseph Addison, a Milton, a Petrarca y a Dante, entre otros, dio prestigio a Thomas Macaulay (1800-1859) entre los hombres de letras de su tiempo.
George Henry Lewes, periodista, crítico, filósofo y escritor, fue editor de The Leader (1851-54) y de la Fortnightly Review (fundada por él mismo), en 1865-66. Escribió numerosos artículos en las más importantes revistas trimestrales, principalmente sobre temas relacionados con el teatro, pero también sobre crítica, biografía y ciencia, tanto física como psíquica. Lewes era un crítico teatral excepcionalmente calificado, y en esta especialidad escribió Actors and the Art of Acting (Los actores y el arte de la interpretación, 1875) y un libro sobre The Spanish Drama (El teatro español, 1846). En 1852 apareció en The Leader una serie de artículos, que serían reeditados en 1853, con considerables modificaciones y adiciones, como La filosofía científica de Comte. Las cartas que (con algunas adiciones) forman la primera parte del libro estaban basadas en un análisis de la filosofía de Comte por George Walker, un abogado de Aberdeen. Lewes era invariablemente brillante, lúcido, y eminentemente independiente en sus críticas. Mostró una mayor simpatía hacia los cánones del gusto franceses que la mayoría de los ingleses, detestaba la desmaña y la oscuridad de la literatura alemana, y pensaba que la idolatría nacional de los ingleses hacia Shakespeare les había hecho ciegos a los méritos de la escuela clásica.
El primer libro del historiador Edward Augustus Freeman (1823-1892), dejando aparte su participación en un volumen de poesía inglesa, fue A History of Architecture (Historia de la Arquitectura, 1849). La obra contiene un buen esbozo de la evolución de este arte. Está llena de entusiasmo juvenil y escrita en un lenguaje florido. Este libro, que se ocupa exclusivamente, en lo que se refiere a la época cristiana, de la arquitectura eclesiástica, trata su tema exhaustivamente y de modo filosófico, estableciendo principios de desarrollo sostenidos por ejemplos. Aunque Freeman hasta entonces no había visto ningún edificio fuera de Inglaterra, las virtudes de su obra han sido plenamente reconocidas en años posteriores.
Sir Joseph Archer Crowe (1825-1896), periodista, agregado comercial e historiador del arte, es célebre por sus historias de la pintura. Siempre asiduo estudioso de las obras de los grandes pintores, había comenzado en 1846 a recopilar material para una historia de los primeros pintores flamencos. Años después, Crowe y su amigo Giovanni Battista Cavalcaselle decidieron colaborar en la obra sobre los primeros pintores flamencos. Finalmente el texto en su totalidad fue escrito por Crowe, ya que Cavalcaselle no hablaba inglés ni lo escribía. De ese modo fueron compuestas las siguientes series de historias del arte, que hicieron conjuntamente famosos los nombres de Crowe y Cavalcaselle en todo el mundo literario y artístico: Los primeros pintores flamencos: repaso a sus vidas y obras (1856); Nueva historia de la pintura en Italia, desde el siglo II hasta el XVI, publicada en tres volúmenes (1864-68); Una historia de la pintura en el norte de Italia, Venecia, Padua, Vicenza, etc., desde el siglo XIV al XVI, publicada en dos volúmenes con ilustraciones en 1871; Tiziano: su vida y su tiempo, dos volúmenes publicados en 1877; Rafael: su vida y su obra, publicada en dos volúmenes (1883-85).
Las obras de Crowe y Cavalcaselle ocasionaron una completa revolución en el estilo general de la crítica con la que habían acostumbrado a ser recibidas las pinturas de los antiguos maestros. Su método de examen no solo llama la atención sobre la inmensa riqueza de las pinturas, casi desconocidas, que existían en el norte y centro de Italia, sino que devolvía la existencia a innumerables pintores cuyas obras habían sido eclipsadas o sepultadas por las de sus contemporáneos más conocidos y más exitosos. Desde la publicación de sus obras la historia del arte y la crítica de los "antiguos maestros" se han visto ampliadas y desarrolladas en muchas direcciones. La mayor parte de su obra sigue siendo una referencia. Que sus obras no debieran ser consideradas en absoluto anticuadas unos treinta años o más después de su publicación supone un tributo al gran impulso que estas obras le dieron al estudio de la materia de la que se ocupaban.
David Masson (1822-1907), historiador, biógrafo y crítico literario escocés, fue autor de muchas importantes obras, como Ensayos biográficos y críticos (1856), Los novelistas británicos (1859) y Filosofía británica reciente (1865). Como catedrático de Retórica y Literatura inglesa en Edimburgo ejerció una profunda influencia en sus alumnos, muchos de los cuales alcanzarían posiciones relevantes en la literatura.
En 1856 publicó un volumen de Ensayos biográficos y críticos: principalmente sobre poetas ingleses. Este fue seguido en 1859 por su Los novelistas británicos y sus estilos.
En su obra literaria, en ocasiones sacrificaba las pretensiones del arte a las importunidades de la investigación; no obstante, ningún juicio sensato podría negar la precisión, la sensatez de los razonamientos y la genialidad del temperamento crítico que caracterizan su labor como historiador y ensayista.
Sir Theodore Martin (1816-1909) lamentó, en el Fraser's Magazine (febrero de 1858, diciembre de 1863 y enero de 1865), la decadencia del teatro inglés, argumentando con posterioridad, en The Drama in England (El teatro en Inglaterra), un artículo sobre los Kemble (Quarterly Review, enero de 1872), que una necesidad cardinal para la recuperación del teatro inglés era la presencia de una mentalidad gobernante en el control de un teatro nacional. En la Quarterly Review también colaboró con excelentes ensayos biográficos sobre David Garrick (julio de 1868) y Macready (noviembre de 1872). Martin recopilaría para difusión privada la mayoría de sus escritos sobre teatro bajo el título de Essays on the Drama (Ensayos sobre teatro, 1874). En fechas posteriores escribiría sobre Rachel en el Blackwood's Magazine (septiembre de 1882), mientras que en Shakespeare or Bacon? (¿Shakespeare o Bacon?), un artículo reimpreso en 1888 del Blackwood's Magazine, trataba de disipar el espejismo baconiano. Los ensayos sobre Garrick, Macready, los Kemble y Rachel, junto con una vindicación del barón Stockmar (Quarterly Review, octubre de 1882), reaparecerían en un volumen de Monographs (Monografías, 1906).

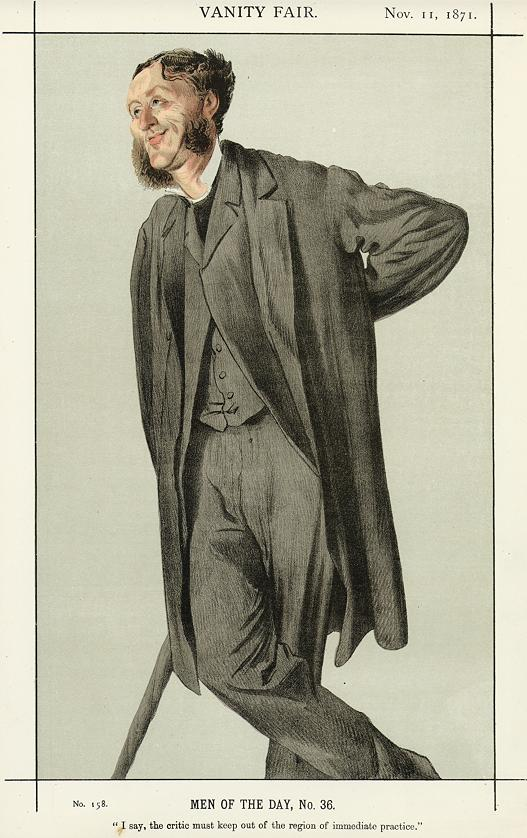
Caricatura de Matthew Arnold, obra del pintor y grabador francés James Tissot (1836-1902), aparecida en la revista Vanity Fair el 11 de noviembre de 1871.

Matthew Arnold aportaría a la crítica inglesa del siglo XIX todos los recursos de su poderosa inteligencia. Poeta, pedagogo y crítico, Arnold dedicó su vida a la crítica de la literatura y de la sociedad. Cuando habla de literatura trata de fijar, por primera vez en todo el siglo, unas características-patrón a partir de las cuales poder juzgar cualquier obra de arte. Su estilo, con una excelente cualidad para la definición y para la creación de frases exactas pero memorables, proporciona a su pensamiento un atractivo añadido. Después de los cuarenta prácticamente abandonó la poesía en favor de la prosa. Como poeta no puede compararse con los grandes nombres del período romántico o victoriano, pero como prosista es una figura eminente que ha ejercido gran influjo. Su dogmática seguridad puede parecer a veces excesiva; pero la sabiduría que la apoya es sólida y atractiva. En uno de sus ensayos críticos con más encanto contrasta la poesía de Homero, consistente en "pensamientos naturales expresados en palabras naturales", con la poesía de Tennyson, que consiste en "pensamientos destilados expresados en palabras destiladas".
Como crítico literario puede decirse que es el iniciador de una escuela que se apoya en doctrinas bien definidas y en valores morales concretos. Mientras ocupó la cátedra de poesía en Oxford, publicó varias series de conferencias, que le otorgaron un lugar destacado como erudito y crítico. El más famoso de sus trabajos es Sobre las traducciones de Homero (1861-62); arguye que la traducción literal suele ser infiel, ya que crea énfasis y efectos que no corresponden al original y que detienen o sorprenden indebidamente al lector. La obra está compuesta por dos volúmenes: Sobre las traducciones de Homero: tres conferencias pronunciadas en Oxford, publicado en 1861, complementado en 1862 por Sobre las traducciones de Homero: últimas palabras, una cuarta conferencia pronunciada en respuesta al Homeric Translation in Theory and Practice (1861) de F. W. Newman. Las características propias de Homero nunca habían sido expuestas con tanta autoridad, las reglas de traducción inferidas de ellas de forma tan incontestable, los conceptos popularmente erróneos extinguidos de manera tan efectiva. Es verdaderamente un clásico de la crítica.
Sus facultades críticas quedaron demostradas con creces en la excelente serie de Essays in Criticism (Ensayos críticos, 1865). Casi todos los contenidos de este volumen resultan encantadores, especialmente los simpáticos estudios sobre Spinoza y Marco Aurelio, y el contraste, combinado con un paralelismo, entre las ideas religiosas de la Alejandría ptolemaica y la Asís medieval, un par de cuadros a la manera de Ernest Renan, amigo de Arnold. El ensayo más importante, sin embargo, es el de Heine; pues al describir a Heine, con perfecta justicia, como libertador intelectual, el hombre cuya función particular fue acabar con las formas estereotipadas de pensamiento, Arnold delineó consciente o inconscientemente la misión que se había impuesto a sí mismo, y a la que habrían de ser consagradas durante muchos años sus mayores energías extraoficiales. Había llegado a estar profundamente descontento con la indiferencia inglesa hacia las ideas de literatura, de política y de religión, y se propuso despertar a sus compatriotas de lo que consideraba su apatía intelectual por medio de la burla y la sátira, no estando en absoluto entre sus modos la increpación a la manera de un Ruskin o de un Carlyle. Sus dos volúmenes de Ensayos críticos inauguran una nueva era para la crítica literaria y muestran su posición central de orientador cultural de su época e introductor del método crítico histórico-científico. Arnold sorprende por el acierto con que analiza la obra de Emily Brontë, de Shakespeare («Otros se amoldan a nuestra pregunta. Tú eres libre»), de Byron («Nos enseñó poco, pero retumbó como un trueno en nuestra alma»), de la «capacidad sanadora de Wordsworth», entre otros.
Bajo la influencia de Carlyle, Inglaterra, en aquellos años, se consideraba puramente germánica; Arnold, en su famoso ensayo Sobre el estudio de la literatura celta (1867), declaró que el elemento celta era no menos importante y recordó la melancolía de MacPherson, que había seducido a toda Europa, y citó pasajes de Shakespeare y de Byron que, según él, nada tenían de sajones. Su mérito principal, aparte del fascinante estilo, es haber expuesto las características esenciales de la poesía celta y haber comprendido las cualidades de la poesía inglesa que la distinguen principalmente de la de otras naciones modernas bajo la posiblemente inexacta pero ciertamente conveniente denominación de «Celtic Magic». Tanto Sobre las traducciones de Homero como Sobre el estudio de la literatura celta proceden de las lecciones de su cátedra de Poesía en la Universidad de Oxford. Esta última obra merece casi idéntico elogio que su predecesora, incluso teniendo en cuenta que su conocimiento de este tema no era de ninguna manera similar a su conocimiento de Homero, y el tema es menos susceptible de cercanía en el tratamiento y de lucidez demostrativa. Ambas obras estaban repletas de crítica sutil y brillante, si bien nada profunda. Posteriormente publicó Essays in Celtic Literature (Ensayos de literatura celta, 1868; segunda serie en 1888). Su penetrante inteligencia, su enorme seriedad y sus amplios conocimientos le conducirían a realizar una importantísima contribución a la crítica literaria.
Su más famoso aforismo crítico es que "la poesía es una crítica de la vida". Lo que parece haber querido decir Arnold es que la poesía es la guinda de una crítica de la vida; que del mismo modo que los efectos métricos del poeta son y deben ser el resultado de un sinfín de generalizaciones semiconscientes sobre las leyes de causa y efecto en el arte métrico, así las cosas bellas que aquel dice acerca de la vida y las bellas imágenes de la vida que pinta son el resultado de sus generalizaciones sobre la vida tal y como él la recorre, y en consecuencia el valor de su poesía consiste en la belleza y la verdad de sus generalizaciones.
Tal vez el lugar que Arnold ocupó y aún ocupa como crítico se deba más a su exquisita felicidad al expresar sus puntos de vista que a la perspicacia de sus críticas. Nada puede superar la sencilla elegancia de su mejor prosa. Resulta coloquial y sin embargo absolutamente precisa en la estructura de las oraciones; y, a pesar de toda extravagancia, su nota distintiva es la urbanidad. Por agudas que puedan ser sus sátiras, su escritura resulta en su mayor parte tan civilizada como la de Addison. Su influencia en la crítica contemporánea y en los ideales contemporáneos fue considerable y generalmente saludable.
Su gran defecto como crítico es la ausencia de un sentido estético vivo; las bellezas más exquisitas de la literatura no le impresionan en exceso a menos que sean un vehículo para la comunicación de ideas. Heredó la mentalidad ética de su padre; la conducta le interesa más que el genio. Nada más puede explicar su sorprendente definición de poesía como una "crítica de la vida". Sus caracterizaciones de Spinoza, Marco Aurelio y Heine son magistrales, y nada puede mejorar sus críticas poéticas de Wordsworth, Byron y Goethe. Un gran escritor cuya influencia en la conducta fuera mayormente indirecta, como Dickens o Thackeray, parecía desconcertarle; despreciaba las bellezas de Tennyson como poeta a causa de su posición secundaria como pensador; y la vehemencia de un Carlyle o de una Charlotte Brontë ofendía su delicado gusto. Sus propios puntos de vista sobre religión tienen una oscura morbosidad, pero cuando habla de literatura trata de fijar, por primera vez en todo el siglo, unas características-patrón a partir de las cuales poder juzgar cualquier obra de arte.
Francis Turner Palgrave (1824-1897), poeta y crítico, hijo mayor del historiador y anticuario Sir Francis Palgrave, fue catedrático de Poesía en Oxford (1886-95). Durante varios años fue crítico de arte para The Saturday Review, y contribuyó con un gran número de reseñas y ensayos críticos relacionados con el arte y la literatura a la Quarterly Review y otras publicaciones periódicas. Su gran contribución a la literatura fue su antología The Golden Treasury of Songs and Lyrics (1861), seleccionada con maravillosa perspicacia y criterio. La obra obtuvo un éxito inmediato y decisivo que se ha prolongado durante cuarenta años. En sí misma, como todas las antologías, es susceptible de crítica tanto por sus inclusiones como por sus omisiones. Se trata de una antología de la mejor poesía inglesa, construida sobre un esquema sólido y amplio, y desarrollada con una delicadeza de sentimiento difícilmente superable. Su Handbook to the Fine Arts Collection, International Exhibition, 1862, y sus Essays on Art (1866), aunque no exentas de dogmatismo y excesivo énfasis, eran sinceras contribuciones a la crítica de arte, repletas de juicios impactantes expresados de manera impactante.
The Children's Treasury of English Song, un volumen que acompañaba a The Golden Treasury, y resultado, como este último, de muchos años de reflexión y selección, apareció en 1875. Las otras antologías que elaboró cabe mencionarlas a continuación conjuntamente: Chrysomela, un volumen de selecciones de Herrick (1877), Tennyson's Select Lyrics (1885) y The Treasury of Sacred Song (1889). Una segunda serie de The Golden Treasury, en respuesta a numerosas peticiones para la inclusión de poetas más recientes, fue publicada solo un año antes de su muerte. Un volumen de sus conferencias en Oxford, Landscape in Poetry (1897), recopilado y revisado por él tras dejar la cátedra, fue la última obra publicada de Palgrave. Esta obra mostraba un conocimiento amplio y una apreciación crítica de uno de los aspectos más atractivos de la interpretación poética.
Tras probar suerte como pintor, Philip Gilbert Hamerton (1834-1894) orientó su carrera hacia la crítica estética y la literatura general. El punto de inflexión en su carrera fue la publicación (en 1862) de Un campamento de pintores en las Tierras Altas, que no solo obtuvo un éxito inmediato tanto en Inglaterra como en Estados Unidos, sino que le introdujo como colaborador en publicaciones periódicas inglesas. Posteriormente, obtuvo un encargo para un extenso trabajo sobre el aguafuerte, que no sería publicado hasta 1868: Etching and Etchers, etc. Hamerton, que se había dedicado al aguafuerte, publicó una serie de artículos titulados The Unknown River (El río desconocido), con aguafuertes ilustrativos hechos por él mismo; y posteriormente una serie de Chapters on Animals (Capítulos sobre animales), ilustrados con aguafuertes de Veyrassat, y Examples of Modern Etchings (Ejemplos de aguafuertes modernos), con notas. The Graphic Arts (Las artes gráficas, 1882), Landscape in Art (El paisaje en el arte, 1883), The Saône (El Saona, 1887), y Man in Art (El hombre en el arte, 1894) fueron otras contribuciones a la literatura sobre arte. Hamerton también escribió Pintores franceses contemporáneos (1865) y Manual de los artistas del aguafuerte (1871).
Henry Alford (1810-1871) tradujo la Odisea, escribió un popular manual de uso del lenguaje, A Plea for the Queen's English (1863), y fue el primer director de The Contemporary Review (1866-70), que condujo como una especie de terreno neutral para la crítica religiosa. Los textos diversos con los que había contribuido en publicaciones periódicas fueron recopilados, en 1865, bajo el título de Ensayos y discursos. Alford fue uno de los hombres más versátiles y uno de los más prolíficos autores de su tiempo; sus obras consisten en cerca de cincuenta volúmenes, incluyendo poesía, crítica, sermones, etc. Además de las obras anteriormente mencionadas, escribió unos Capítulos sobre los poetas griegos (1841).
El biógrafo y crítico Leslie Stephen (1832-1904), hijo de Sir James Stephen (1789-1859), autor de unos Ensayos sobre biografía eclesiástica, es reconocido por haber sido el principal editor del monumental Dictionary of National Biography, en 63 volúmenes (1885-1901). Recibió la influencia de Mill, Darwin y Spencer, y se dedicó mayoritariamente al estudio de la economía. En 1865 emprendió definitivamente una carrera literaria, y contribuyó a la Saturday Review, el Fraser's Magazine y otras publicaciones periódicas. Durante sus once años como director del Cornhill Magazine (1871-82), además de tres incisivos y acerados volúmenes de estudios críticos, reimpresos principalmente por el Cornhill bajo el título de Horas en una biblioteca (1874; 1876; 1879), y de algunos Ensayos sobre el libre pensamiento y el hablar claro (1873/1897), que incluían el muy llamativo Cinco duros minutos en los Alpes (reimpreso por el Fraser's y por The Fortnightly Review en 1873), hizo dos valiosas contribuciones a la historia y la teoría filosóficas: la Historia del pensamiento inglés en el siglo XVIII (1876/1881) y La ciencia de la ética (1882); el segundo de estos volúmenes fue ampliamente adoptado como libro de texto sobre el tema. El primero fue generalmente reconocido como una importante contribución a la literatura filosófica.

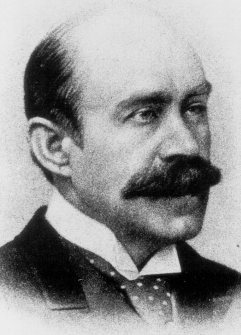
Retrato de Walter Pater, de autor y fecha no especificados.

Walter Pater (1839-1894) se encuentra entre aquellos escritores que estudiaron a Ruskin, aunque lo hizo únicamente con la finalidad de extraer sus propias conclusiones. Pater es el profeta del esteticismo, y se entregó a este ideal como sustitutivo de la religión, apartándose de la sociología. Aunque no era un filósofo en el sentido técnico, reflexionó profundamente sobre los temas que la filosofía se propone tratar; pero el arte fue la influencia predominante en su vida intelectual, y se dijo de él que "era un filósofo que por error había ido a Italia en lugar de a Alemania". Su propia apreciación sensible de la literatura y de las demás artes nos la mostró en una serie de ensayos que parecían recrear la originalidad de lo que decía. Las limitaciones de su filosofía son demasiado evidentes, pues rechaza cualquier obligación social y moral, pero la prosa con la que describe sus puntos de vista combina la precisión de la exposición con un encanto extraño y dominante. En enero de 1867 apareció en la Westminster Review su célebre ensayo sobre Winckelmann, la primera expresión de su idealismo. Desde entonces en adelante comenzaría a contribuir con ensayos a las más importantes publicaciones periódicas, y particularmente a The Fortnightly Review. En 1868, inventando una designación que desde entonces se ha sumido en el descrédito, compuso un ensayo sobre Poesía estética, en el que la obra temprana de William Morris era objeto de un puntual y juicioso análisis. Seguiría después la serie poseedora de un poderoso y peculiar encanto: los característicos Apuntes sobre Leonardo da Vinci (noviembre de 1869); el Fragmento sobre Sandro Botticelli (agosto de 1870); el Pico della Mirandola (octubre) y el Michelangelo (noviembre de 1871). En 1873 la mayor parte de estos y otros fueron publicados conjuntamente en el memorable volumen originalmente titulado Estudios sobre la Historia del Renacimiento. Su actitud hacia el cristianismo, aunque profundamente escéptica, no fue indiferente. En sus libros aparece un hedonismo sublimado como forma recomendable de vida. Esta filosofía, más o menos atenuada, la encontramos ya en sus Studies in the History of the Renaissance (1873), que presentan la teoría de que, para comprender de un modo absoluto las creaciones del hombre, éstas deben juzgarse en lo posible desde su propia época y desde el punto de vista originario. En la «Conclusión» a esta obra, utilizando una prosa de rara calidad, expone su confianza en que perseguir la belleza, tanto por medio de la experiencia como a través de las obras de arte, era la actividad más satisfactoria que puede ofrecernos la vida. Su capacidad para la crítica literaria se revela sobre todo en Appreciations (1889), un volumen que contiene sus excelentes ensayos sobre Poesía estética y Sobre el estilo ―uno de los mejores que se han escrito sobre este tema―, diversos estudios sobre Shakespeare y textos sobre Lamb y Sir T. Browne. En 1893 publicó sus sumamente elaboradas conferencias universitarias en Platón y el platonismo. Sus Estudios griegos y sus Estudios diversos fueron recopilados póstumamente en 1895; y sus Ensayos del «The Guardian» fueron impresos de forma particular en 1897. Una edición recopilatoria de las obras de Pater fue publicada en 1901.
Su aceptación del relativismo en el juicio de la obra de arte y su formulación de la doctrina del «arte por el arte» lo hicieron famoso en su tiempo. Pater es uno de los más grandes maestros modernos del estilo, y uno de los críticos más sutiles y perspicaces. Su estilo se caracteriza por su tenue riqueza y por la intrincada pero perfecta estructura de sus oraciones. Las cualidades del estilo de Pater eran sumamente originales, e iban en consonancia con su carácter retirado y un tanto misterioso. Sus libros son singularmente independientes de influencias externas; se parecen mucho entre sí, y tienen poca relación con el resto de la literatura contemporánea. Investigó hasta la extenuación en pos de la absoluta perfección expresiva, advirtiendo con extremado esmero sutiles matices de sensaciones y delicados contrastes de pensamiento y sentimiento. Su error consistía en sobrecargar sus oraciones, en adjuntar a ellas demasiadas cláusulas entre paréntesis y glosas adjetivales. Fue el más estudioso de los prosistas ingleses de su tiempo, y su prolongado estilo carecía de sencillez y frescura. Escribía laboriosamente, revisando incesantemente su expresión y enriqueciéndola, fatigándose en la búsqueda de una vana perfección. Poseía todas las cualidades de un humanista. En el momento de su muerte Pater ejercía una notable y creciente influencia entre la necesariamente restringida clase de personas que poseen en sí mismos algo del amor de aquel por la belleza y la frase hermosa. Pero la riqueza acumulativa y la sonora profundidad de su lenguaje armonizaban íntimamente con su honda y seria filosofía de vida. Pater influyó en Oscar Wilde, que llevó la doctrina esteticista hasta sus últimas consecuencias. Se ha dicho que la prosa del siglo XIX llegaría con Pater a su fin.
Además de en la poesía y en el teatro, el escocés Robert Williams Buchanan (1841-1901) también desarrolló su carrera en el ámbito de la crítica literaria. Su ensayo sobre el poeta David Gray, publicado originalmente en The Cornhill Magazine, cuenta la historia de su amistad y de su viaje a Londres en 1860 en pos de la fama. David Gray y otros ensayos, principalmente sobre poesía (1868); Espíritus maestros (1873); El cuaderno de un poeta (1883), en el que se incluía la reedición del interesante ensayo sobre Gray; y Un vistazo a la literatura (1887), contienen las principales contribuciones de Buchanan a diversas publicaciones periódicas. Como colaborador frecuente de éstas se vio envuelto en una polémica debido a algunas críticas drásticas a sus contemporáneos, que culminaron en su célebre artículo sobre la Fleshly School of Poetry [Escuela Carnal de Poesía], que apareció en la Contemporary Review (octubre de 1871) y provocó respuestas de Rossetti y Swinburne. Acabaría admitiendo que su crítica hacia Rossetti estaba injustificada.
Algernon Charles Swinburne (1837-1909) no solo escribió poesía y dramas en verso. Además de su riqueza poética, Swinburne fue activo como crítico, y varios volúmenes de hermosa, apasionada prosa dan testimonio de la variedad y la fluctuación de sus lealtades literarias. En 1879 publicó su elocuente Estudio de Shakespeare, y en 1880 la Heptalogía moderna, un brillante ensayo paródico anónimo, y Studies in Song. Entre sus obras en prosa se cuentan William Blake: un ensayo crítico (1867); Bajo el microscopio (1872), escrito en respuesta al Fleshly School of Poetry de Robert Buchanan; George Chapman: un ensayo crítico (1875); Ensayos y estudios (1875); Estudio sobre Víctor Hugo (1886), y Estudio sobre Ben Jonson (1889). Como prosista ocupa un lugar mucho más inferior, y es aquí donde el contraste entre la idea y su expresión se vuelve muy marcado. Nadie puede lanzar acusaciones más torrenciales que Swinburne. Cuando se excita su odio, ya sea en verso, ya sea en prosa crítica, desencadena un ataque irresistible; y es casi tan eficaz en la alabanza de lo que le agrada, aunque muchas veces se muestre parcial.
Sir Walter Besant (1836-1901) se centró en la literatura francesa: en 1868 publicó Early French Poetry (Poesía francesa temprana), su primer libro. Aunque vagamente construida, la obra presenta mucha información valiosa en un estilo legible. Animado por la recepción del libro, contribuyó con artículos sobre literatura francesa a la British Quarterly Review y a The Daily News, además de con un texto sobre Rabelais al Macmillan's Magazine (1871). Éstos fueron recogidos en The French Humourists from the Twelfth to the Nineteenth Century (Los humoristas franceses desde el siglo XII hasta el XIX, 1873). Posteriores estudios franceses fueron Montaigne (1875); Rabelais (en los «Clásicos extranjeros» del Blackwood's, 1879); Gaspard de Coligny (1879), y Readings in Rabelais (Lecturas de Rabelais, 1883). Fue autor también de A Book of French: Grammatical Exercises, History of the Language (Libro de francés: ejercicios gramaticales, historia del idioma, 1877). Besant contribuyó de manera especial a popularizar a Rabelais en Inglaterra.

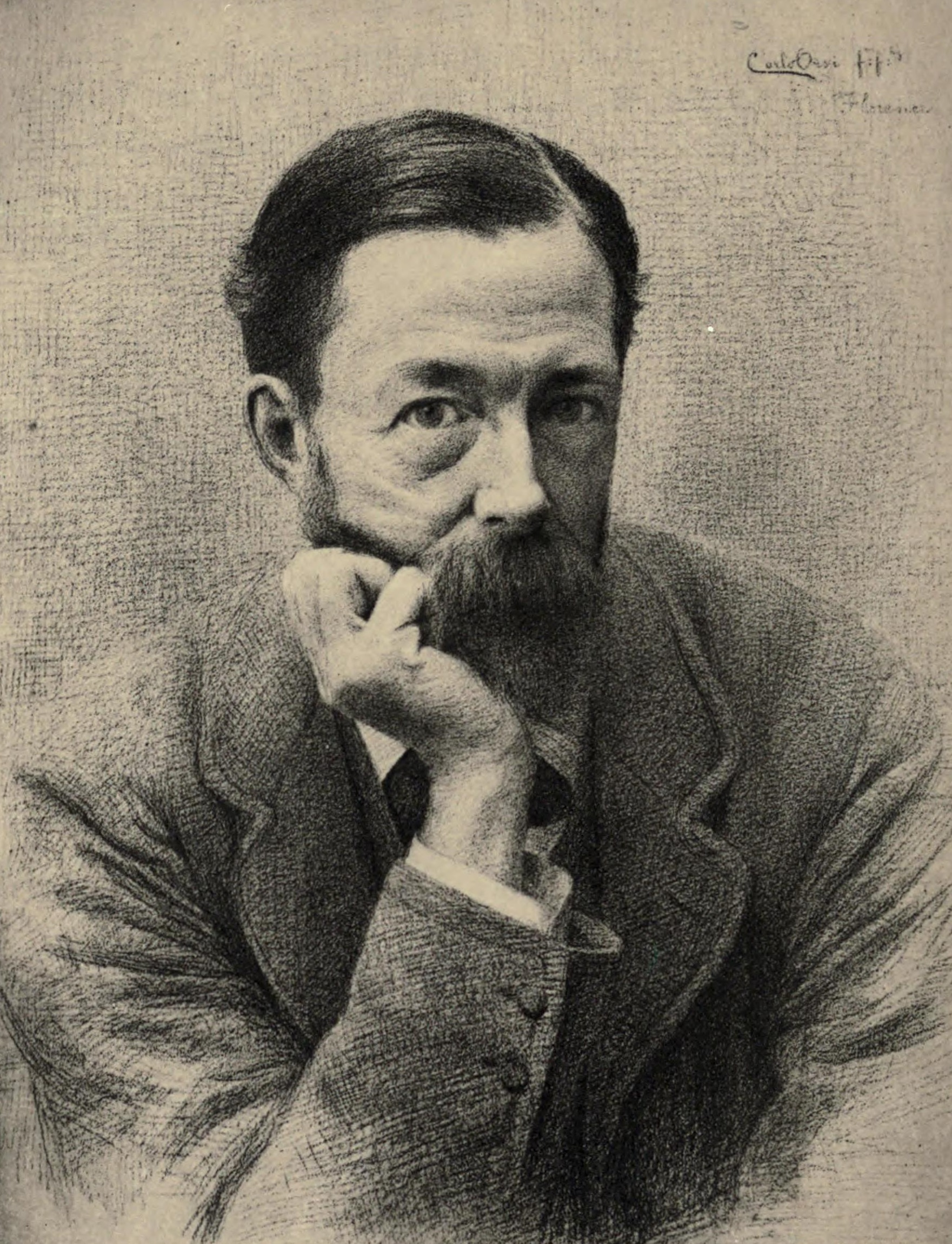
Reproducción en fotograbado de un retrato de John Addington Symonds dibujado en torno a 1890 por el pintor italiano Carlo Orsi († 1894).

John Addington Symonds (1840-1893) escribió numerosas obras sobre arte y literatura. Su excelente Introducción al estudio de Dante (Londres, 1872) fue el resultado de sus conferencias en un colegio femenino de Clifton, y otras conferencias impartidas en el Clifton College dieron como fruto sus Estudios de los poetas griegos en dos series (1873 y 1876). La era de los déspotas, el primer volumen de la Historia del Renacimiento en Italia, apareció en 1875. El segundo y el tercer volúmenes, El renacimiento del aprendizaje (1877 y 1882) y Las bellas artes (1877 y 1882), fueron compuestos de un modo diferente. La Historia del Renacimiento italiano fue completada con cuatro volúmenes adicionales: Literatura italiana (2 volúmenes, 1881) y La reacción católica (2 volúmenes, 1886).
Trabajando en la Universidad de Aberdeen, el crítico escocés William Minto (1845-1893) centró su atención en el estudio de la literatura inglesa, y planificó su Manual biográfico y crítico de literatura inglesa en prosa, que publicaría en 1872. En 1874 publicó sus Características de los poetas ingleses de Chaucer a Shirley, y en 1879 una monografía sobre Defoe para la serie «Hombres de Letras Ingleses». Además de contribuir a las principales revistas, escribió para la Enciclopedia Británica una serie de importantes artículos sobre temas literarios. Editó The Lay (Oxford, 1886) y La dama del lago (1891) de Scott, las obras poéticas de éste (1887), y Notas autobiográficas de la vida de William Bell Scott (1892). Tras su muerte aparecieron Manual de extensión universitaria sobre lógica y Principios simples de composición en prosa, ambos en 1893, y un tercer volumen, Literatura inglesa en los reinados de los Jorges (1894).
Disponiendo un admirable fundamento de erudición en las muchas lecturas necesarias para la preparación de sus dos primeros volúmenes, el primero un exhaustivo y sistemático estudio de la literatura inglesa, y el otro un minuciosamente analítico y detallado cotejo de estilos y características, enjuiciaba para sí mismo con penetración, originalidad y sensatez. Adentrándose con mentalidad abierta en temas controvertidos, a menudo ofrecía una nueva hipótesis. Identificó a Chapman con el "poeta rival" de los Sonetos de Shakespeare.
Margaret Oliphant (1828-1897) escribió Los creadores de Florencia (1874), Los creadores de Venecia (1887) y Los creadores de la Roma moderna (1895), útiles relatos informativos, iluminados por su ojo para lo pintoresco y su afortunado talento para la descripción de paisajes. La serie de monografías sobre clásicos extranjeros publicada en el Blackwood's Magazine fue editada por ella, y para dicha serie escribió los volúmenes sobre Dante (1877) y Cervantes (1880). Para el Blackwood's Magazine continuó largo tiempo reseñando la literatura contemporánea en estudios mensuales, titulados «Our Library Table». Sus críticas, como la mayor parte de su obra, son excelentes pero no magistrales. Es siempre perspicaz, comúnmente bien informada, usualmente imparcial, y sabe incluso cómo hacer atractiva la reseña de un libro aburrido por medio de algún brillante toque de observación o descripción escénica. Pero rara vez resulta esclarecedora, nunca profunda, y sus críticas muy pocas veces hacen más que expresar la sensibilidad mediocre de la clase más culta de lectores.
La pista para llegar a la manera de hacer de George Meredith (1828-1909) como novelista se encuentra en su Ensayo sobre la comedia y los usos del espíritu cómico. La comedia, según Meredith, tiene poco que ver con la burla, la farsa, el humor, la sátira, la ironía y lo ridículo. La comedia es el alma revoloteando sobre los acontecimientos; clarividencia que ve a la vez los móviles reales y los ostensibles, y que nos conoce tanto por lo que somos como por lo que querríamos aparentar. Esa clarividencia, según Meredith, se encuentra entre las mujeres más que entre los hombres; se refiere al presente, y no al futuro, y es eminentemente social.
Los textos en prosa de Frederic William Henry Myers (1843-1901) fueron escritos en varios periodos anteriores a 1883, fecha en la que fueron recopilados en dos volúmenes, con el título Essays, Classical and Modern (Ensayos clásicos y modernos), obra que ha sido reeditada en dos ocasiones, en 1888 y 1897. Se dividen de forma natural en dos grupos; del primer grupo, compuesto por textos que tratan de poesía (como los ensayos sobre Virgilio, Rossetti, Víctor Hugo y Trench), el más notable es, sin duda, el artículo (que apareció por primera vez en 1879 en The Fortnightly Review) sobre Virgilio, el poeta que, sobre todos los demás, había sido objeto de su veneración y pasión desde la más tierna infancia, y a quien posteriormente describe como "uno de los pilares de su vida".

## Crítica teológica y religiosa
De los campos de la educación y de la crítica de las costumbres es lógico pasar al estudio de la religión. Por ello, Matthew Arnold, tras publicar una de sus obras críticas fundamentales, Culture and Anarchy (Cultura y anarquía), centró su interés en el campo de la teología, y escribió los siguientes ensayos: St Paul and Protestantism, with an Introduction on Puritanism and the Church of England [San Pablo y el protestantismo, con una introducción sobre el puritanismo y la Iglesia de Inglaterra] (1870); Literature and Dogma: an Essay towards a Better Apprehension of the Bible [Literatura y dogma: ensayo para una mejor comprensión de la Biblia] (1873); God and the Bible: a Review of Objections to Literature and Dogma [Dios y la Biblia: una crítica de las objeciones a «Literatura y dogma»] (1875); Last Essays on Church and Religion [Últimos ensayos sobre la Iglesia y la religión] (1877), etc. En ellos recomienda Arnold una teología liberal que concuerde con el proceso creativo de la ciencia humana. Ensayos como el primero de estos, que incorporaban los puntos de vista de Arnold sobre temas teológicos y polémicos, atrajeron gran atención en el momento de su publicación, debido al estado de la atmósfera intelectual en aquel momento; pero tal vez resulte dudoso que en un futuro próximo vayan a ser ponderados en grado sumo. La tendencia racionalista de algunos de sus escritos ofendió a muchos lectores, y la suficiencia del material en el que basó sus estudios para hacer frente a algunos de los temas que manejaba fue puesta en cuestión; pero sin duda ejerció una influencia estimulante en su tiempo. No es probable que estos libros sean extensamente leídos en el futuro, pero su influencia contemporánea es un ingrediente notable en la corriente de tendencia que ha acercado la mentalidad nacional al ideal de Arnold.